# جناش
جناش (بالإنجليزية: Gnash)‏ هو مشروع يهدف إلى صنع مشغل حر لصيغة ملفات أدوبي فلاش وإضافة Plugin لمتصفحات الوب ، يصلح كبديل لمشغل الفلاش من أدوبي. تم تطويره من مشروع جي بي إل فلاش GPLFlash ، وهو منشور تحت رخصة جنو العمومية.